# Omega Cassiopeiae
Désignations
Omega Cassiopeiae (ω Cassiopeiae / ω Cas) est une étoile binaire de la constellation boréale de Cassiopée. Elle est visible à l'œil nu avec une magnitude apparente combinée de 4,99. Le système présente une parallaxe annuelle de 4,48 mas telle que mesurée par le satellite Gaia, ce qui permet d'en déduire qu'il est distant d'environ 223 pc (∼727 al) de la Terre. À cette distance, sa magnitude visuelle est diminuée de 0,16 en raison du facteur d'extinction créé par la poussière interstellaire présente sur le trajet de sa lumière.
Omega Cassiopeiae est une binaire spectroscopique à raies simples qui complète une orbite avec une période de 69,92 jours et selon une excentricité de 0,30. Sa composante visible est classée comme une géante bleue de type spectral B5III. C'est une étoile pauvre en hélium, un type d'étoile chimiquement particulière qui montre des raies d'absorption anormalement faibles de l'hélium pour une étoile de cette température. Elle est estimée être 3,5 fois plus massive que le Soleil et son rayon est 2,7 fois plus grand que le rayon solaire. Elle est 178 fois plus lumineuse que le Soleil et sa température de surface est de 12 737 K.